# Organización Médica Colegial de España
Pour les organisations similaires dans d'autres pays, voir Ordre des médecins.
L'Ordre des médecins d’Espagne (OMC) est la corporation de droit public de co-régulation de la profession médicale. C'est l'organisme qui, formé par le Conseil Général des Médecins et les Collèges Officiels de Médecins, représente les médecins inscrits en Espagne, en agissant comme sauvegarde des valeurs fondamentales de la profession médicale : la déontologie et le code moral.

## Conseil général des médecins (CGCOM)
Le Conseil général des médecins (CGCOM) est l'organisme qui regroupe, coordonne et représente les 52 Collèges Officiels de Médecins de l'Espagne (ordres départementaux) au niveau national et international. Sa fonction principale est la représentation exclusive, la régulation et la défense de la profession médicale.

### Commission permanente de l'OMC
Le rôle primordial de la commission permanente de l'OMC est la direction, la gestion et l'administration du Conseil Général. Elle développe et accomplit les accords adoptés par l'Assemblée Générale, s’occupe des affaires administratives et de la gestion quotidienne du Conseil Général, ainsi que de l'organisation administrative et de la direction des structures internes de gestion du Conseil Général et du personnel.

### L'Assemblée générale
L'Assemblée générale est l'organisme directeur du Conseil Général et elle est composée de tous les présidents des Collèges Officiels de Médecins, des membres de la Commission Permanente, des Représentants Nationaux des Sections et des représentants de l'université, des sociétés scientifiques, ainsi que des entités professionnelles que l'Assemblée souhaite incorporer avec voix mais sans vote.

### Vocalías

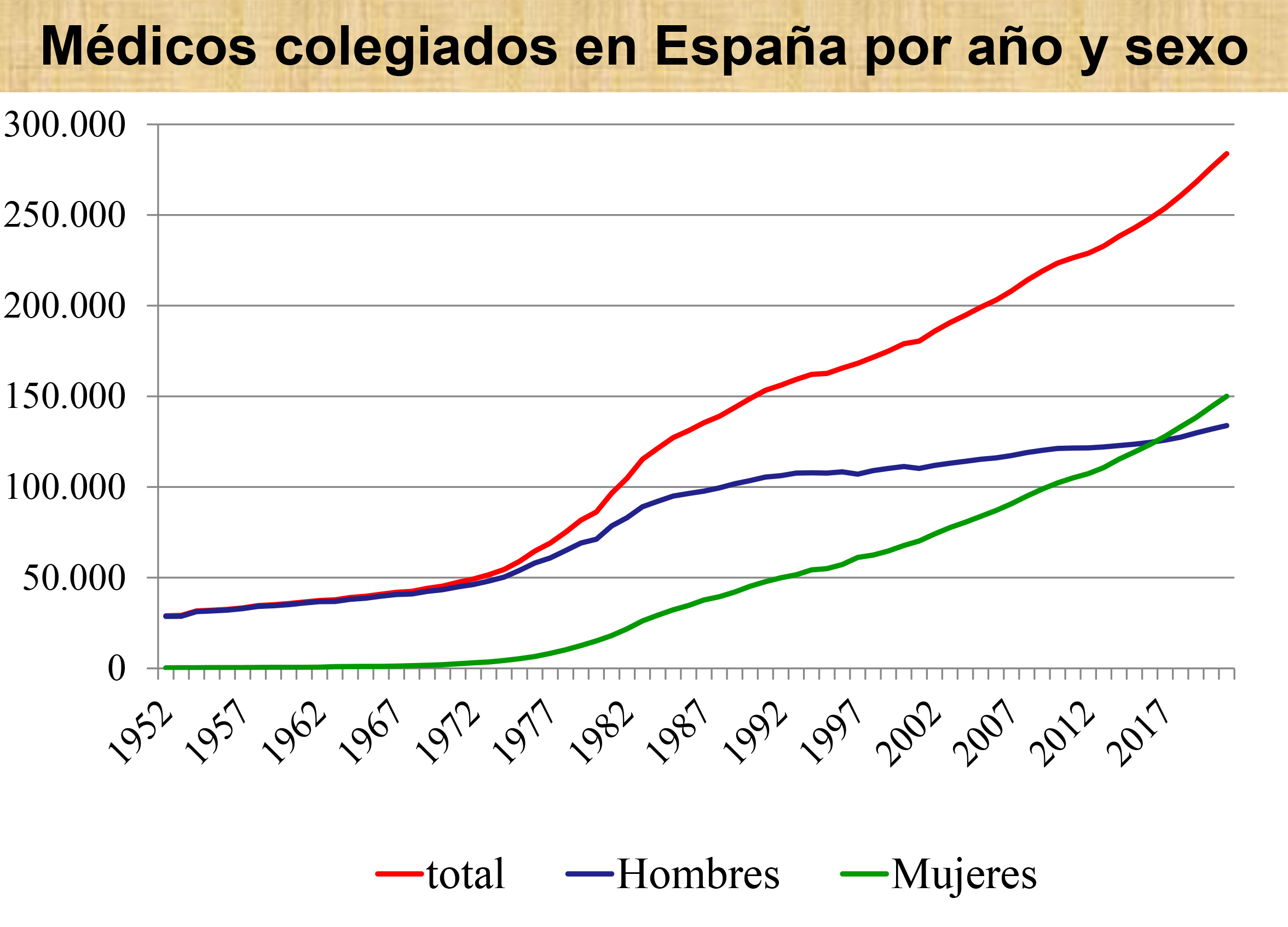
Évolution des licences de 1952 à 2021.

Les Sections ou groupes professionnels réunissent les médecins dans différents « Vocalías », d’après sa modalité et forme d'exercice.
La mission des « vocalías » est de conseiller sur les affaires ayant rapport à leur spécialité, ainsi que de réaliser des études et des propositions sur les sujets de sa compétence, raison pour laquelle des groupes de travail spécifiques ont été créées.
Représentants nationaux de :
- soins primaires ruraux ;
- soins primaires urbaines ;
- médecins privés salariés ;
- médecins privés indépendants ;
- médecins avec un emploi précaire ;
- médecins des administrations publiques ;
- médecins des hôpitaux ;
- médecins en formation et/ou pos gradués ;
- médecins retraités.

## Départements et Fondations

### Commissions de travail

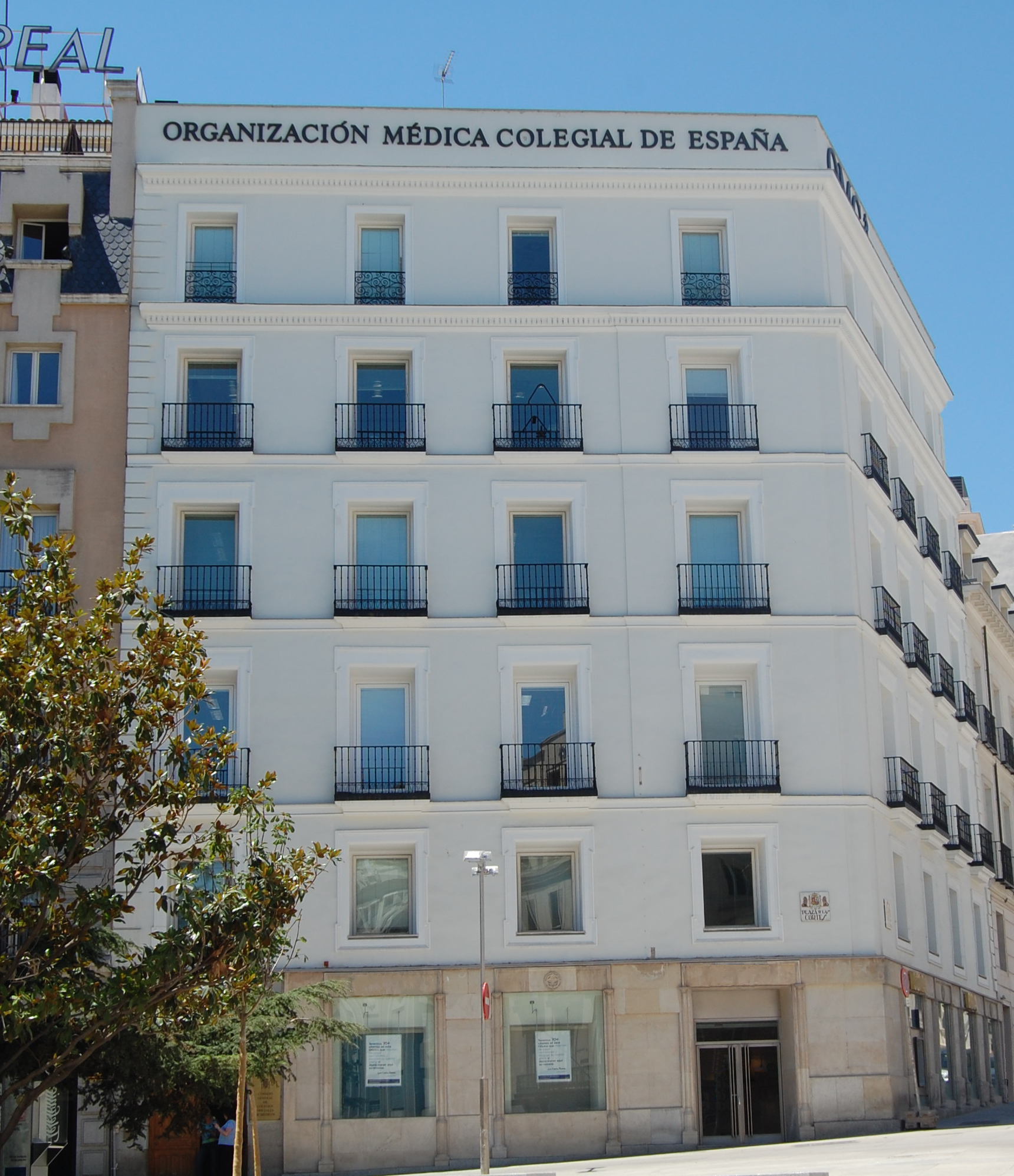
Organización Médica Colegial de España

- Commission de Déontologie et Droit Médical
- Département de Relations Internationales
- Unité Technologique
- Commission de Statuts
- Commission de Budgets
- Commission d'Information Sanitaire et Rédaction du Journal
- Commission de Prescription Infirmière
- Groupe de travail Agressions aux professionnels
- Groupe de travail Valeurs de la Médecine au XXIe siècle - Soins Palliatifs
- Secteur de Relations avec d'Autres Professions
- Secteur de Relations avec Associations de Patients
- Secteur de Relations avec des Médecines non traditionnels
- Secteur de Relations avec l’Université
- Secteur de Relations avec l’Industrie Pharmaceutique
- Secteur de Relations avec les Organisations patronales
- Secteur de Relations avec les Compagnies d'Assurance-Maladie
- Secteur de Relations avec les Sociétés Scientifiques
- Secteur de Barèmes de dommages sanitaires
- Secteur de Nouvelles Technologies

### Groupes de travail des «vocalías»
- Groupe de travail de Santé publique
- Groupe de travail de Maladies Sexuellement Transmissibles (soins primaires)
- Groupe de travail Tabac et SIDA (soins primaires)
- Commission de Classification Terminologique (médecine privée)

### Fondations
- Fundación para la Formación de la Organización Médica Colegial
- Fundación Patronato de Huérfanos y Protección Social de Médicos Príncipe de Asturias
- Fundación de los Colegios Médicos para la Cooperación Internacional

## Publications, livres et journaux
L'OMC publie régulièrement des livres et des journaux qui permettent de mettre à jour l'information et la formation des médecins espagnols sur les affaires professionnelles.
En outre, il élabore une série d’études, documents et rapports d'intérêt professionnel.

## Histoire de l’Ordre des Médecins d’Espagne
La structure initiale des Collèges de Médecins de l'Espagne se trouve dans le règlement adopté par Alphonse XII, en cédule du 3 décembre 1875, selon laquelle tous les médecins exerçant à Madrid et dans les sites royaux étaient obligés de s'y inscrire.
Les premiers Collèges de Médecins sont fondés en Espagne en 1894.
L’inscription obligatoire, débattue entre 1898 et 1900 et finalement, avec le consentement de toutes les parties impliquées, est définitivement instaurée en 1917.
Depuis 1893, l’essentiel de la profession médicale estimait nécessaire de se réunir autour d’un ordre professionnel. L'Ordre des Médecins de l’Espagne (OMC) est constituée après la création des collèges provinciaux.
Le 15 mai 1917 « le Collège Prince des Asturies pour les Orphelins de Médecins » est créé par Arrêté Royal.
Le 6 novembre 1920, à la demande du Collège de Valence, a lieu l'Assemblée des Collèges de Médecins de l'Espagne. Cette assemblée consacre la Fédération des Collèges de Médecins d'Espagne, dont l’ensemble forme le directoire national.
Au cours des années suivantes, la Fédération adapte, au moyen de ses statuts, la relation disciplinaire entre le Collège et les médecins, et la relation entre l'État et les Collèges, en ce qui concerne leur capacité disciplinaire.

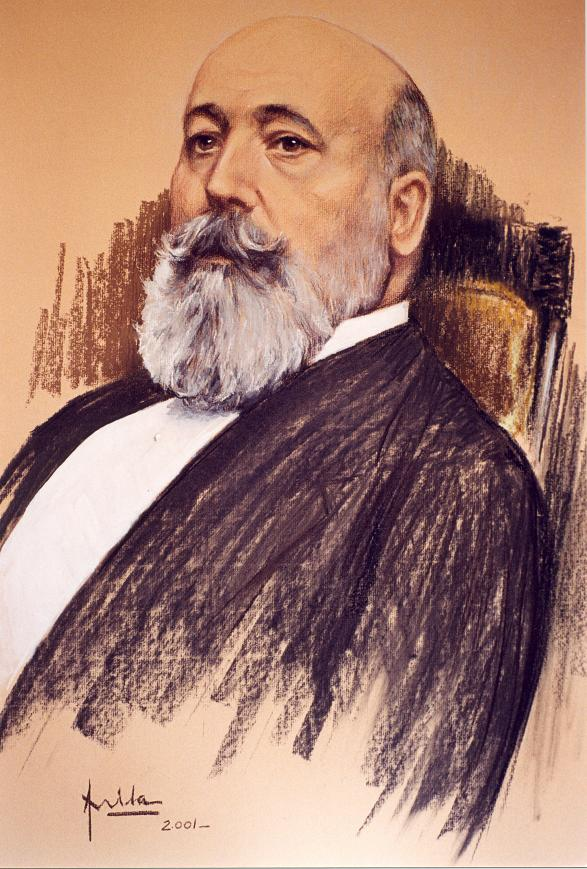
Dr José Sanchís Bergón, premier président de l'OMC en Espagne.

En janvier 1930, une Assemblée générale présidée par le Dr Pérez Mateos se tient à Barcelone. Elle approuve le projet de Prévision Nationale et les statuts. Le Conseil Général est consacré dans son rôle décisionnel pour définir les relations entre les Collèges provinciaux, les autorités publiques, les organismes gouvernementaux et les médecins inscrits. Toute autre forme d'organisation antérieure est annulée, aussi bien régionale que départementale, et un seul Collège de Médecins pour chaque province est établi, en tant que seule institution médicale officielle.
Lors de la guerre civile, le 30 juillet 1936, un décret du ministère de la Santé et du Travail dissout toute la structure collégiale. Dans la zone républicaine sont créées les associations professionnelles de médecins en 1937. Dans la zone nationaliste, par ordre du Gouvernement Général, le Conseil Général des Médecins est constitué en août 1937, ainsi qu’une Commission Permanente qui sera l’organe représentatif pour l’ensemble de l’Espagne, dépendant du Gouvernement Général via la Direction Générale de Santé.
Le 30 octobre 1940, sous la dictature de Francisco Franco, de nouvelles règles pour le fonctionnement du Conseil Général sont émises. 
En 1946, un nouveau Règlement qui inclut 22 normes disciplinaires est adopté. 
En 1963, ce Règlement est modifié avec des innovations importantes. L'Assemblée n'est plus formée par des Comités Directeurs mais par les Présidents des Collèges. Ce seront les médecins inscrits qui décideront par vote la composition des Comités Directeurs. Les Comités, à leur tour, choisiront la composition du Conseil Général. On parle dorénavant d’Ordre des Médecins de l’Espagne. 
En 1967, un Règlement publié au Journal Officiel déclare que l’OMC doit être considéré comme un organisme de droit public, dissocié de l'Administration Sanitaire dans une correction ultérieure.
Avec l'avènement de la démocratie, d'importants changements politiques surviennent dans le pays. En 1980, de nouveaux Statuts sont adoptés avec comme principales nouveautés le droit des Représentants des Sections de voter, la possibilité pour tous les médecins inscrits de participer aux élections à tous les postes du Conseil, ainsi que l'obligation pour tous les Collèges provinciaux d’avoir un Comité Disciplinaire.
Les changements successifs des Règlements en 2006, 2007, 2008 et 2010 ont transformé l'organisation du Conseil, notamment les fonctions des Conseils Régionaux, l’intégration des étudiants de Médecine, l’incompatibilité des postes et la limitation temporaire des mandats. Ces transformations visent à adapter le fonctionnement du Conseil à la réalité sociale de l’ensemble de la profession médicale.

### Histoire
1. González Rebollo AM. Los Colegios de Médicos en España: 1893-1917. [tesis doctoral Universidad de Valladolid]. Valladolid: Facultad de Medicina; 1997.
2. El siglo Médico (revista de divulgación Médica de los siglos XIX Y XX). varios números.
3. Numancia Sanitaria. Boletín Oficial del Colegio de Médicos de la Provincia de Soria. 1920-1921.
4. Granjel LS. Historia Política de la Medicina Española. Instituto de Historia de la Medicina Española, Universidad de Salamanca; 1985.
5. Boletín Oficial de la Unión Sanitaria Segoviana. 1917-1940
6. Albarracín Teulón A. Historia del Colegio de Médicos de Madrid 1895-1995. Madrid: Ilustre Colegio Oficial de Médicos de Madrid; 2000.
7. Garrote Díaz JM. Cien años de Medicina en Segovia. Segovia: Colegio de Médicos de Segovia, Diputación Provincial y Caja Segovia; 2001.
8. Libro de Actas de la Organización Médica Colegial.
9. Villacorta Baños F. Profesionales y burócratas: Estado y poder corporativo en la España del siglo XX, 1890-1923. Madrid: Siglo XXI de España Editores; 1989.
10. Previsión Sanitaria Nacional, toda una historia. www.psn.es visitada el 4/10/2010